# Scotogramma submarina
Scotogramma submarina är en fjärilsart som beskrevs av Augustus Radcliffe Grote 1883. Scotogramma submarina ingår i släktet Scotogramma och familjen nattflyn. Inga underarter finns listade.